# Општина Ромули (Бистрица-Насауд)
Ромули (рум. Romuli) општина је у Румунији у округу Бистрица-Насауд.
Oпштина се налази на надморској висини од 640 m.